# Aleksandr Agarin
Aleksandr Nikolaevič Agarin (in russo Александр Николаевич Агарин?, in ucraino Олександр Миколайович Агарін?, Oleksandr Mykolajovyč Aharin; Kara-Balta, 24 giugno 1973) è un ex calciatore kirghiso con cittadinanza ucraina, di ruolo centrocampista.

## Carriera

### Club
Durante la sua carriera ha giocato con numerose squadre di club, tra cui principalmente con il Čerkasy.

### Nazionale
Conta 4 presenze con la nazionale kirghisa.